# Днепропетровская филармония
Днепропетровская областная филармония имени Леонида Когана (укр. Дніпровська обласна філармонія) — государственное учреждение культуры в Днепре. Носит имя знаменитого скрипача, уроженца Екатеринослава Леонида Борисовича Когана. Здание филармонии является Памятником архитектуры национального значения.

## История
Здание общественного собрания на улице Проточной (носившей также названия Клубной, затем Ленина) было построено в 1911—1913 годах по проекту харьковского архитектора Александра Марковича Гинзбурга. Его считают родоначальником нового направления в отечественной архитектуре XX века — проконструктивизма. После гражданской войны в здании расположился клуб железнодорожников Екатерининской железной дороги, в конце 50-х его передали областной государственной филармонии, а с начала 60-х до 90-х вновь вернули железнодорожникам. Там же располагался Театр юного зрителя.
Первым концертом было выступление известной оперной певицы Ксении Держинской. В стенах филармонии выросли такие известные исполнители, как Анатолий Соловьяненко, Олег Марусев, братья Тамразовы. На сцене выступали Мстислав Ростропович, Арам Хачатурян, Святослав Рихтер, Николай Петров, Давид и Игорь Ойстрахи.
Здание филармонии имеет три зала — большой, малый и серый. В настоящий момент большой зал филармонии отреставрирован, в нём активно проходят концерты симфонического оркестра под руководством главного дирижёра Торыбаева Айдара и дирижёра Грегора Бёттчера. Раз в месяц в большом зале проходят концерты для детей в цикле «Детский симфонический абонемент».

## Состав

### Коллективы
- Симфонический оркестр
- Джазовый оркестр DNIPRO-BAND
- Вокал-шоу «Консонанс»
- Шоу-балет «Каданс»
- Эстрадные вокалисты
- Народный ансамбль танца «Орлёнок»
- Танцевальний HIP-HOP CLUB «Trance dance»
- Детская шоу-группа «Джем Си»
- Камерный квартет "Коган Квартет"

## Руководители
- Директор — Хасапов Александр Дмитриевич
- Худ.руководитель — Соколовский Александр Витольдович (Заслуженный работник культуры Украины)
- Ранее: Художественный руководитель П. Д. Горохов (1963—1970, Заслуженный работник культуры Украины)

## Адрес
Украина, г. Днепр, ул. Воскресенская, 6